# 綿実油
| 項目                     | 分量（g） |
| ------------------------ | --------- |
| 脂肪                     | 100       |
| 飽和脂肪酸               | 25.9      |
| 14:0（ミリスチン酸）     | 0.8       |
| 16:0（パルミチン酸）     | 22.7      |
| 18:0（ステアリン酸）     | 2.3       |
| 一価不飽和脂肪酸         | 17.8      |
| 16:1（パルミトレイン酸） | 0.8       |
| 18:1（オレイン酸）       | 17        |
| 多価不飽和脂肪酸         | 51.9      |
| 18:2（リノール酸）       | 51.5      |
| 18:3（α-リノレン酸）     | 0.2       |
| 20:4（未同定）           | 0.1       |

綿実油（めんじつゆ）は、ワタの種子を原料とした油脂。主に食用油として用いられる。

## 生産・消費
綿実油の生産は19世紀にアメリカおよびヨーロッパで始まったが、第二次世界大戦後は大豆油の生産量増加により綿実油の生産は減少した。1995年–1997年の全世界での平均生産量は約400万トン。日本国内での生産量は6000–7000トンで、アメリカからの輸入も含め年間約2万トンが消費されている。加熱した際に比較的酸化しにくいため、スナック菓子やフライ料理などの揚げ物などに使用され、ツナ缶の油漬け用にも使われる。ショートニングやファットスプレッドなどの加工油脂原料としては割高なため使用が減少し、1996年には約7000トンが消費されている。日本国内では唯一、大阪府柏原市の岡村製油が製造・販売をしている。

## 性質
脂肪酸組成はリノール酸50%–60%、パルミチン酸20%–30%、オレイン酸約20%のほか、ステアリン酸およびミリスチン酸数%。α-リノレン酸は比較的少ない。精製綿実油はヨウ素価102–120の半乾性油で、発煙点 233°C、引火点は 315°C。CAS登録番号は [8001-29-4]、鹸化価190–197、比重0.916–0.922。